# Сент-Три
Сент-Три (фр. Sainte-Trie) — коммуна во Франции, находится в регионе Аквитания. Департамент — Дордонь. Входит в состав кантона От-Перигор-Нуар. Округ коммуны — Перигё.
Код INSEE коммуны — 24507.

## География
Коммуна расположена приблизительно в 410 км к югу от Парижа, в 150 км восточнее Бордо, в 40 км к востоку от Перигё.
По территории коммуны протекают реки Далон и Мюро (фр. Mureau).

### Климат
Климат умеренный океанический со средним уровнем осадков, которые выпадают преимущественно зимой. Лето здесь долгое и тёплое, однако также довольно влажное, здесь не бывает регулярных периодов летней засухи. Средняя температура января — 5 °C, июля — 18 °C. Изредка вследствие стечения неблагоприятных погодных условий может наблюдаться непродолжительная засуха или случаются поздние заморозки. Климат меняется очень часто, как в течение сезона, так и год от года.

## Население
Население коммуны на 2010 год составляло 122 человека.
| 1962 | 1968 | 1975 | 1982 | 1990 | 1999 | 2010 |
| ---- | ---- | ---- | ---- | ---- | ---- | ---- |
| 154  | 146  | 134  | 136  | 118  | 148  | 122  |

## Администрация
| Период | Период | Фамилия      | Партия       | Примечания |
| ------ | ------ | ------------ | ------------ | ---------- |
| 1989   | 1995   | Роже Жеро    |              |            |
| 1995   | 2020   | Лоран Монтей | беспартийный | фермер     |

## Экономика
В 2010 году среди 69 человек трудоспособного возраста (15-64 лет) 51 были экономически активными, 18 — неактивными (показатель активности — 73,9 %, в 1999 году было 69,5 %). Из 51 активных жителей работали 48 человек (25 мужчин и 23 женщины), безработных было 3 (2 мужчин и 1 женщина). Среди 18 неактивных 5 человек были учениками или студентами, 10 — пенсионерами, 3 были неактивными по другим причинам.

## Достопримечательности
- Аббатство Далон[фр.] (XIII век). Исторический памятник с 1948 года[5]
- Церковь Св. Трояна[6]

## Фотогалерея

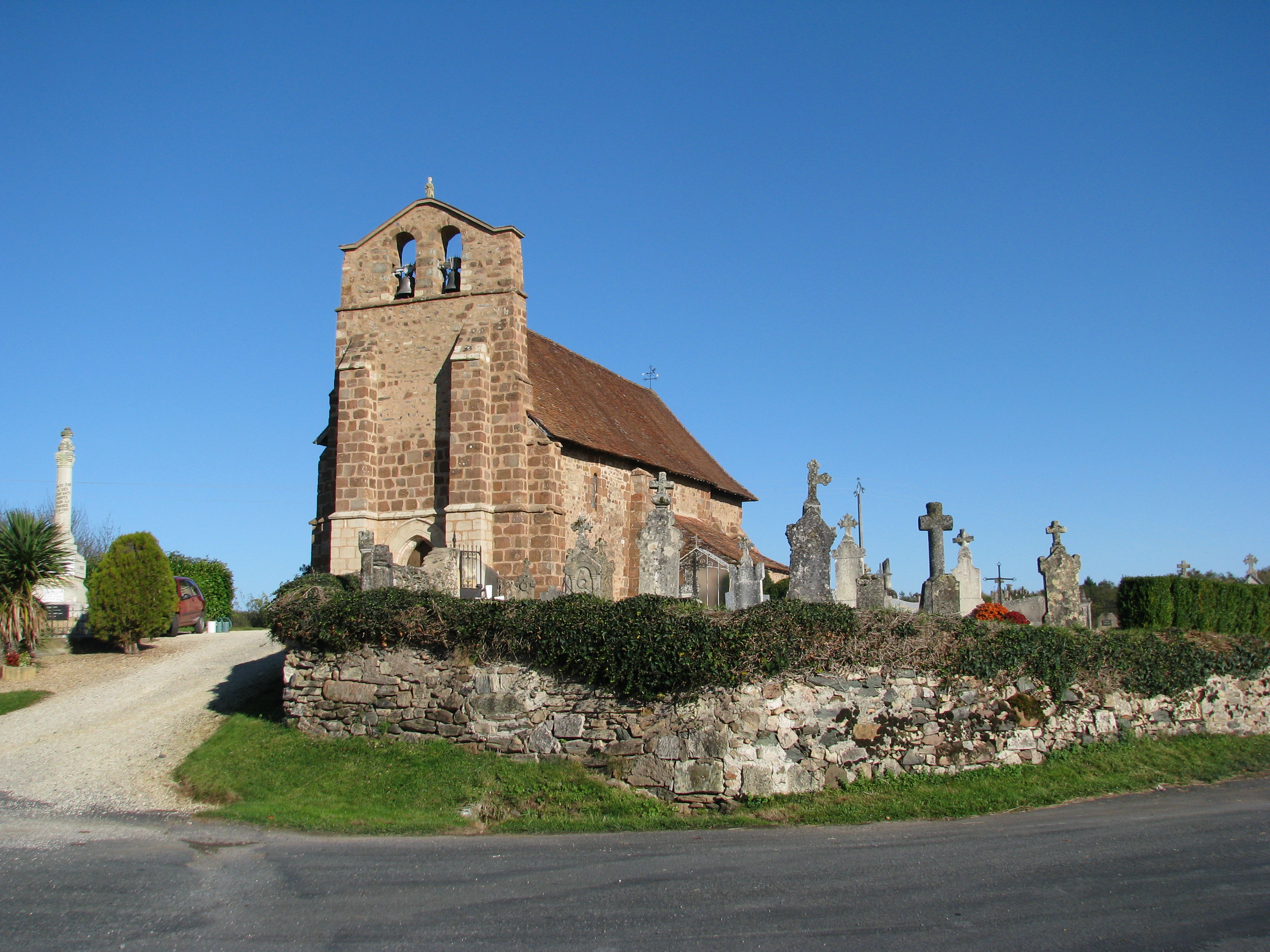
Церковь Св. Трояна
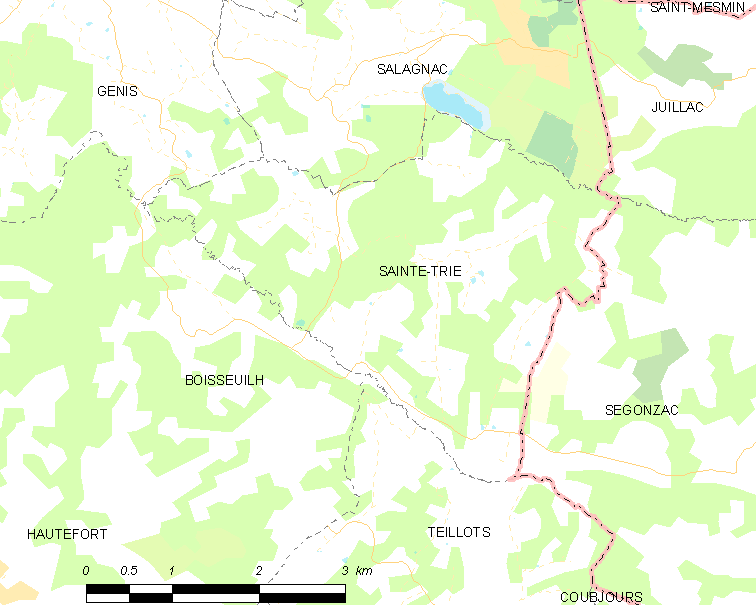
Карта коммуны